# Brant—Wentworth
Pour les articles homonymes, voir Brant et Wentworth.
Circonscription électorale fédérale du Canada
Brant—Wentworth est une circonscription électorale fédérale de l'Ontario, représentée de 1949 à 1953.
La circonscription de Brant—Wentworth est créée en 1947 avec des parties de Brant et de Wentworth. Abolie en 1952, elle est redistribuée parmi Brant—Haldimand et Wentworth.

## Géographie
En 1949, la circonscription de Brantford City comprenait:
- Dans le comté de Brant
  - La ville de Paris
  - Les cantons de South Dumfries, Onondaga et Tuscarora
  - Une partie du comté de Brant
- Dans le comté de Wenworth
  - Les cantons de Beverly, Ancaster, Glanford et Binbrook

## Députés
| Législature                                                 | Années                                      | Député                                      | Député                                      | Parti                                       |
| Brant—Wentworth issue de Brant et Wentworth                 | Brant—Wentworth issue de Brant et Wentworth | Brant—Wentworth issue de Brant et Wentworth | Brant—Wentworth issue de Brant et Wentworth | Brant—Wentworth issue de Brant et Wentworth |
| ----------------------------------------------------------- | ------------------------------------------- | ------------------------------------------- | ------------------------------------------- | ------------------------------------------- |
| 21e                                                         | 1949–1953                                   |                                             | John A. Charlton                            | Progressiste-onservateur                    |
| Circonscription dissoute parmi Brant—Haldimand et Wentworth |                                             |                                             |                                             |                                             |